# Libertas Schulze-Boysen
Libertas Schulze-Boysen, nata Libertas Viktoria Haas-Heye (Parigi, 20 novembre 1913 – Berlino, 22 dicembre 1942), è stata un'attivista tedesca, membro di un gruppo di resistenza antinazista, attiva durante il Terzo Reich.

## Biografia
Figlia di Otto Ludwig e nipote di Philipp zu Eulenburg, inizialmente aderì al Partito Nazionalsocialista nel marzo del 1933. Nel 1934 conobbe Harro Schulze-Boysen, che sposò il 16 luglio 1936. All'inizio del 1937 lasciò il partito nazista, entrando a far parte del circolo antinazista che faceva capo al marito. Scoperti dalla Gestapo nell'estate del 1942 vennero entrambi arrestati e processati per alto tradimento e spionaggio. Condannati a morte il 19 dicembre 1942 vennero giustiziati il 22 dicembre 1942 nella prigione di Plötzensee a Berlino.